# Макеєв Олексій Сергійович
Олексій Сергійович Макеєв (25 листопада 1975, Київ) — український дипломат. Спецпредставник МЗС України щодо санкційної політики, член міжнародної експертної групи Єрмака-Макфола. З 23 вересня 2022 року Надзвичайний і Повноважний Посол України в Німеччині.

## Життєпис
Народився 25 листопада 1975 року в місті Київ. Закінчив Інститут міжнародних відносин Київського національного університету імені Т.Шевченка. Володіє іноземними мовами англійською, німецькою та російською, також розмовляє іспанською та французькою.
З 1996 року на дипломатичній службі в МЗС України. Працював в українських дипломатичних представництвах у Швейцарській Конфедерації та у Федеративній Республіці Німеччина. 
У 2014 році його було призначено політичним директором Департаменту політики і комунікацій Міністерства закордонних справ України. 
У травні 2020 року міністр Дмитро Кулеба призначив Макєєва на створену посаду спеціального представника МЗС з питань санкційної політики. Також був Послом з особливих доручень відділу дипломатичної роботи Міністра Головного управління дипломатичної роботи Міністра Директорату розвитку дипломатичної служби Міністерства закордонних справ України. 
23 вересня 2022 року президент України Володимир Зеленський підписав указ про затвердження Макеєва на посаду Надзвичайного і Повноваженого Посла України в Німеччині.

## Автор публікацій
Автор ряду публікацій із проблем міжнародної безпеки та аналізу зовнішньополітичних процесів.
- Як дипломатія соцмереж зберігає Крим українським (2017)[15]
- Вага слова у дипломатії: чому війну важливо називати війною (2019)[16]
- Крим: анексований чи окупований? (2019)[17]
- Повернути всіх додому: чим останній тиждень займалося українське МЗС (2020)[18]
- Санкційний фронт: що вдалося за 100 днів війни (2022)[19]
- Окупанти крадуть українське зерно: поіменний список мародерів (2022)[20]
- «Постріл собі у ногу» і ще 8 міфів про санкційну політику проти Кремля (2022)[21]

## Дипломатичний ранг
- Надзвичайний і Повноважний Посланник першого класу (2021).

## Сім'я
- Дружина — Олена Макеєва, заступник міністра фінансів України (2015—2016).
- Донька — Анастасія, студентка Страсбурзького університету[22].